# 李钊 (地雷爆破专家)
李钊（1940年2月3日—2023年1月24日），河北无极人，中国地雷爆破专家。1961年毕业于哈尔滨军事工程学院工程兵系，1964年毕业于西安中国人民解放军工程兵工程学院地雷爆破系。1999年当选为中国工程院院士。